# Tha Maka (huyện)
Tha Maka (tiếng Thái: ท่ามะกา) là huyện (amphoe) cực đông nam của tỉnh Kanchanaburi, miền trung Thái Lan.

## Địa lý
Các huyện giáp ranh là (từ phía tây theo chiều kim đồng hồ) Tha Muang, Phanom Thuan của tỉnh Kanchanaburi, Song Phi Nong của tỉnh Suphanburi, Kamphaeng San của tỉnh Nakhon Pathom, và Ban Pong của tỉnh Ratchaburi.
Nguồn nước quan trọng của vùng này là sông Mae Klong.

## Lịch sử
Tha Maka ban đầu thuộc tỉnh Ratchaburi, và được đặt tên là Lat Bua Khao (ลาดบัวขาว). Năm 1903, tên được đổi thành Phra Thaen (พระแท่น), 1917 it received its current name Tha Maka. Năm 1937, huyện này được chuyển qua Kanchanaburi, với chỉ phó huyện Lat Bua Khao chuyển qua cho Ban Pong và do đó được giữ lại tỉnh Ratchaburi.

## Hành chính
Huyện này được chia thành 17 phó huyện (tambon), các đơn vị này lại được chia thành 153 làng (muban). Tha Ruea Phra Thaen là một thị xã (thesaban mueang) and nằm trên lãnh thổ toàn bộ  ‘‘tambon’’  Tha Ruea và một số khu vực của Takhram En. 
Có 5 thị trấn (thesaban tambon) trong huyện này - Tha Mai nằm trên lãnh thổ toàn bộ  ‘‘tambon’’  Tha Mai, Luk Kae một số khu vực của tambon Don Khamin, và Tha Maka, Phra Thaen và Wai Niao mỗi đơn vị nằm trên một số khu vực của tambon cùng tên. Ngoài ra có 15 tổ chức hành chính tambon (TAO).
| Số TT | Tên             | Tên tiếng Thái | Số làng | Dân số |  |
| ----- | --------------- | -------------- | ------- | ------ |  |
| 1.    | Phong Tuek      | พงตึก           | 6       | 4.228  |  |
| 2.    | Yang Muang      | ยางม่วง         | 9       | 6.384  |  |
| 3.    | Don Cha-em      | ดอนชะเอม       | 10      | 6.675  |  |
| 4.    | Tha Mai         | ท่าไม้           | 10      | 9.847  |  |
| 5.    | Takhram En      | ตะคร้ำเอน       | 16      | 19,160 |  |
| 6.    | Tha Maka        | ท่ามะกา         | 11      | 14.624 |  |
| 7.    | Tha Ruea        | ท่าเรือ          | -       | 6.622  |  |
| 8.    | Khok Tabong     | โคกตะบอง       | 8       | 4.139  |  |
| 9.    | Don Khamin      | ดอนขมิ้น         | 9       | 8.781  |  |
| 10.   | Ulok Si Muen    | อุโลกสี่หมื่น       | 8       | 6.799  |  |
| 11.   | Khao Samsip Hap | เขาสามสิบหาบ    | 8       | 5.956  |  |
| 12.   | Phra Thaen      | พระแท่น         | 16      | 8.994  |  |
| 13.   | Wai Niao        | หวายเหนียว      | 7       | 6.322  |  |
| 14.   | Saen To         | แสนตอ          | 12      | 8.037  |  |
| 15.   | Sanam Yae       | สนามแย้         | 7       | 7.055  |  |
| 16.   | Tha Sao         | ท่าเสา          | 8       | 5.043  |  |
| 17.   | Nong Lan        | หนองลาน        | 8       | 4.385  |  |